# Accademia diplomatica di Vienna
L'Accademia diplomatica di Vienna (Diplomatische Akademie Wien, abbr. "DA"), la cui nascita può farsi risalire al 1754, è una scuola di formazione postuniversitaria in Relazioni Internazionali, con sede a Vienna, Austria.  L'Accademia offre due master in studi internazionali avanzati e un corso di Diploma, tutti incentrati sulla storia internazionale, la diplomazia, il diritto internazionale, l'economia, le scienze politiche, con una forte attenzione per le conoscenze linguistiche.  L'istituzione, relativamente piccola, accoglie in media circa 130 studenti, distribuiti fra i tre programmi accademici previsti.

## Storia

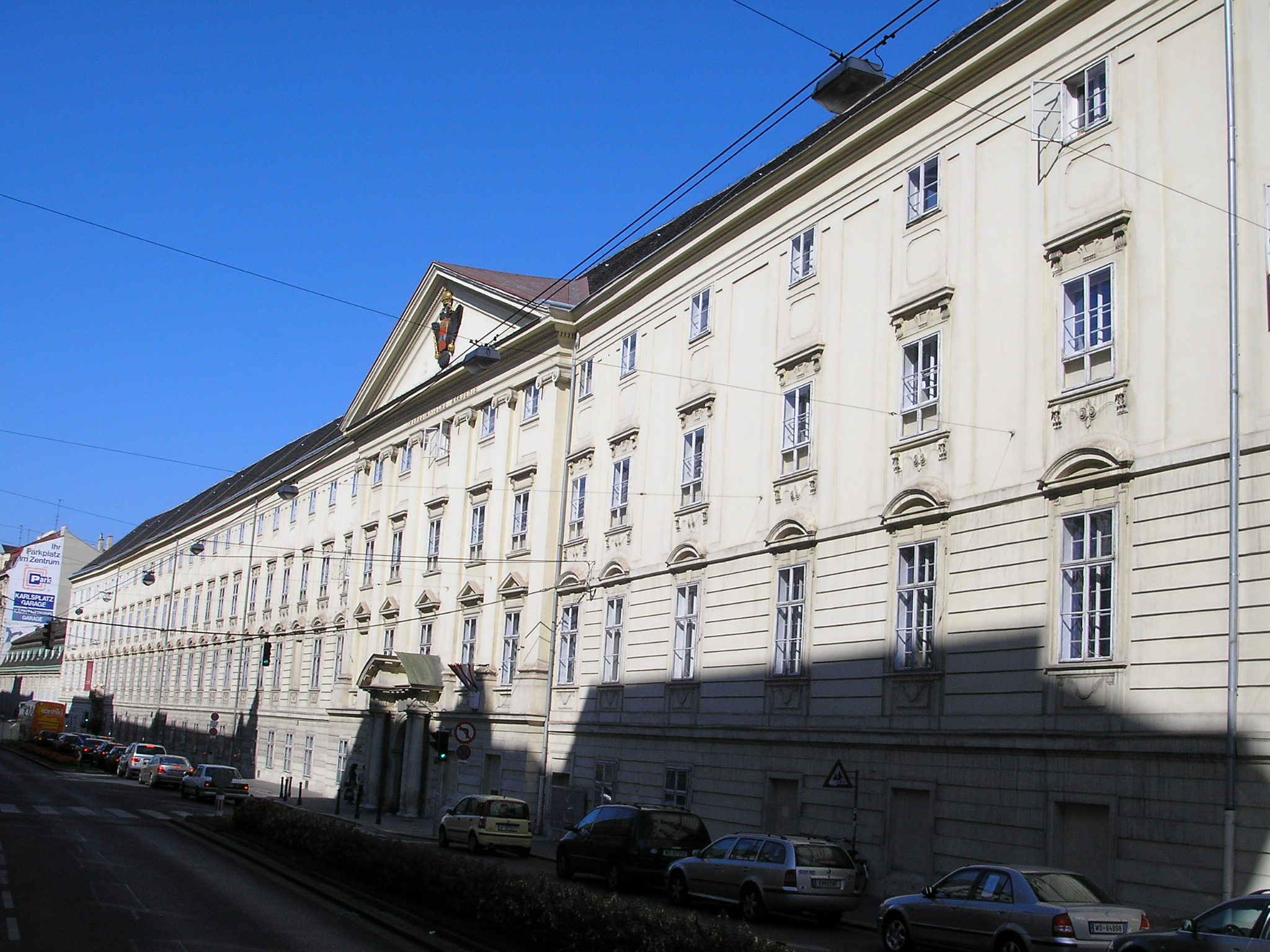
L'Accademia è situata nel nuovo edificio della Favorita

L'Accademia diplomatica è considerata erede dell'Accademia Orientale che fu fondata nel 1754, durante il regno dell'imperatrice Maria Teresa d'Austria. È per questo che viene considerata come una delle più antiche istituzioni di questo tipo al mondo. In origine, lo scopo dell'Accademia era quello di formare agenti diplomatici da impiegare presso le missioni diplomatiche all'estero, da ciò il particolare rilievo conferito agli studi linguistici – incluso il persiano, turco ed arabo – e all'economia.
Alla fine del diciannovesimo secolo, l'Accademia Orientale divenne la Imperial Consular Academy (Accademia Consolare dell'Impero) che sopravvisse all'Impero Austro-Ungarico per due anni. L'Accademia continuò ad esistere in una nuova forma nel 1920 e nel 1930 e sopravvisse per poco tempo dopo l'Annessione (Anschluss) alla Germania nazista del 1938. L'Accademia diplomatica fu riaperta nel 1964 dall'allora ministro degli Esteri Bruno Kreisky come un'istituzione statale e offriva un corso di Diploma di due anni volto soprattutto alla formazione di giovani austriaci per la carriera diplomatica  (sebbene tale programma sia stato da sempre frequentato anche da studenti provenienti dall'estero). L'Accademia faceva parte del Ministero austriaco per gli affari esteri (Abteilung V des BMAA). Ogni classe (Lehrgang) era composta da un numero massimo di 20 partecipanti. Il primo direttore della Accademia diplomatica dopo il 1964 fu Ernst Florian Winter.
Nel 1996 l'istituzione fu in parte privatizzata e divenne oggetto di un processo di modernizzazine tuttora in corso. Oltre al programma di diploma, è possibile ora conseguire anche un master, riorganizzato dal 1996 come un programma di studi biennale, modellato sulla base di quelli forniti da istituzioni anglosassoni come la Johns Hopkins' Paul H. Nitze School for Advanced International Studies (SAIS) o la Georgetown's Edmund A. Walsh School of Foreign Service.
Dall'aprile del 2009, l'Accademia è presieduta dall'ambasciatore Hans Winkler, già Segretario di Stato della Repubblica Austriaca.

## Studi
L'Accademia si articola in 3 principali programmi di studio (vedi oltre), basati sulle medesime discipline. Vi sono 4 aree che costituiscono il nucleo comune di tutti gli insegnamenti: storia moderna, diritto europeo e internazionale, scienze politiche, economia. Grande importanza è inoltre attribuita agli studi linguistici.

### Principali programmi di studio
Il corso di diploma (Diplomlehrgang) è il più antico dei programmi di insegnamento forniti dall'Accademia e l'ammissione è vincolata al superamento di un test selettivo. Essendo stata creata per i giovani austriaci intenzionati a diventare funzionari per gli affari esteri, il diploma costituiva e costituisce tuttora il prerequisito necessario per l'ammissione al Préalable (esame di ammissione alla carriera diplomatica presso il Ministero degli affari esteri austriaco) per tutti coloro che non avessero già affrontato un simile percorso di studi. Il programma di diploma comprende corsi in economia, diritto internazionale, diritto europeo, scienze politiche, storia moderna e competenze professionali generiche. Una conoscenza fluente di inglese, tedesco e francese costituisce un prerequisito in quanto i corsi di questo programma vengono tenuti indifferentemente in una di queste tre lingue. Il Diploma, inoltre, può essere riconosciuto quale primo dei 2 anni in cui si articola il programma MAIS.
Il Master of Advanced International Studies (MAIS) è un titolo di studi postuniversitario fornito congiuntamente con l'Università di Vienna. Questo è strutturato come un corso biennale, tuttavia gli studenti, se ritenuti idonei, possono accedere direttamente al secondo anno. Il programma comprende corsi interdisciplinari che includono materie Economiche, di Diritto Internazionale, Diritto Europeo, Scienze Politiche e Storia Moderna. Il corso si conclude con la stesura di una tesi finale di natura interdisciplinare. La lingua del programma di istruzione è l'Inglese.
Dall'anno accademico 2007-2008, l'Accademia offre anche il Master of Science in Environmental Technology and International Affairs degree, conferito congiuntamente con l'Università Tecnica di Vienna. Il primo anno di corso di questo programma di studi è simile nei contenuti al primo anno del MAIS; nel secondo anno aumenta però il numero dei corsi da frequentare all'Università e la tesi finale deve essere sviluppata nella materia della tecnologia ambientale.

### Studi linguistici
Lo studio delle lingue straniere era uno dei pilastri dell'Accademia fondata da Maria Teresa e resta ancora oggi una parte importante del programma di studi.
Per quanto riguarda il programma MAIS, è obbligatorio l'approfondimento dell'inglese al primo anno e lo studio del tedesco o del francese (a meno che lo studente non abbia una competenza linguistica in entrambe le due lingue pari a quella di un madre-lingua). 
Per i partecipanti al programma di Diploma, tutte e tre le lingue sono oggetto di corsi obbligatori. Durante l'anno accademico lo studio delle lingue è componente comune del percorso di formazione e la gran parte delle giornate è dedicata ai corsi di lingua.
In via opzionale, l'Accademia offre la possibilità di studiare altre lingue: nell'anno accademico 2007-2008 si sono tenuti corsi serali di cinese, russo, spagnolo, e arabo.

### Struttura dell'anno accademico e insegnamenti

#### Primo anno (MAIS, DLG, ETIA)
L'anno accademico dura da ottobre a giugno e si divide in tre trimestri. Il primo trimestre (ottobre-dicembre) è composto da corsi introduttivi relativi alle 4 aree di studio. Gli studenti sono tenuti a frequentarli, a meno che non si siano specializzati in tali materie durante gli studi universitari. Nel secondo (gennaio-marzo) e terzo (aprile-giugno) trimestre, i corsi si intensificano e diventano più approfonditi. Sono previsti due periodi di sospensione dei corsi durante l'anno per le festività del Natale e della Pasqua.
Lo stile dei corsi varia dalla forma classica delle lezioni universitarie ai seminari informali. La valutazione si basa principalmente sugli esami finali, sebbene alcuni corsi comportino anche la stesura di relazioni scritte.

#### Secondo anno (MAIS)
Il primo trimestre del secondo anno dura da ottobre a dicembre. È richiesta la frequenza di almeno 4 corsi (core courses) riguardanti le materie comuni, che coprano almeno 3 delle discipline dell'Accademia, per ciascuna delle quali si terranno gli esami nel mese di dicembre. Durante i trimestri invernale e primaverile, vi sono seminari intensivi, per i quali gli studenti devono elaborare relazioni scritte e lavorare alla propria tesi.
La frequenza dei corsi nel secondo e terzo trimestre del secondo anno di studi all'Accademia diplomatica è meno intensa di quella del primo anno, con poche ore di lezione a settimana, allo scopo di consentire agli studenti la possibilità di effettuare contemporaneamente tirocinii o esperienze di lavoro.

### Scambi e viaggi-studio
I viaggi studio costituiscono elemento integrante di ciascun programma di studio. Per il primo anno è previsto un viaggio a Bruxelles e Lussemburgo allo scopo di visitare le più importanti istituzioni dell'Unione Europea. Per il secondo anno sono previsti viaggi studio in Ucraina e nei Balcani. La maggior parte dei costi per questi viaggi sono inclusi nella retta generale, con l'unica eccezione del viaggio in Ucraina.
Lo studio del russo e del cinese è accompagnato dalla possibilità di viaggi studio in Cina e Russia, che si terranno alla fine dell'anno accademico. Parte dei costi per questi viaggi è sostenuta dagli studenti personalmente, essendoci la possibilità di un sussidio da parte dell'Accademia.
In seguito ad accordi di scambio esistenti con istituzioni similari, quali l'Università Sciences Po, la Paul H. Nitze School for Advanced International Studies (SAIS), e la Fletcher School of Law and Diplomacy, agli studenti è concesso di frequentare un anno del Master presso una di queste istituzioni.

## Altre Attività

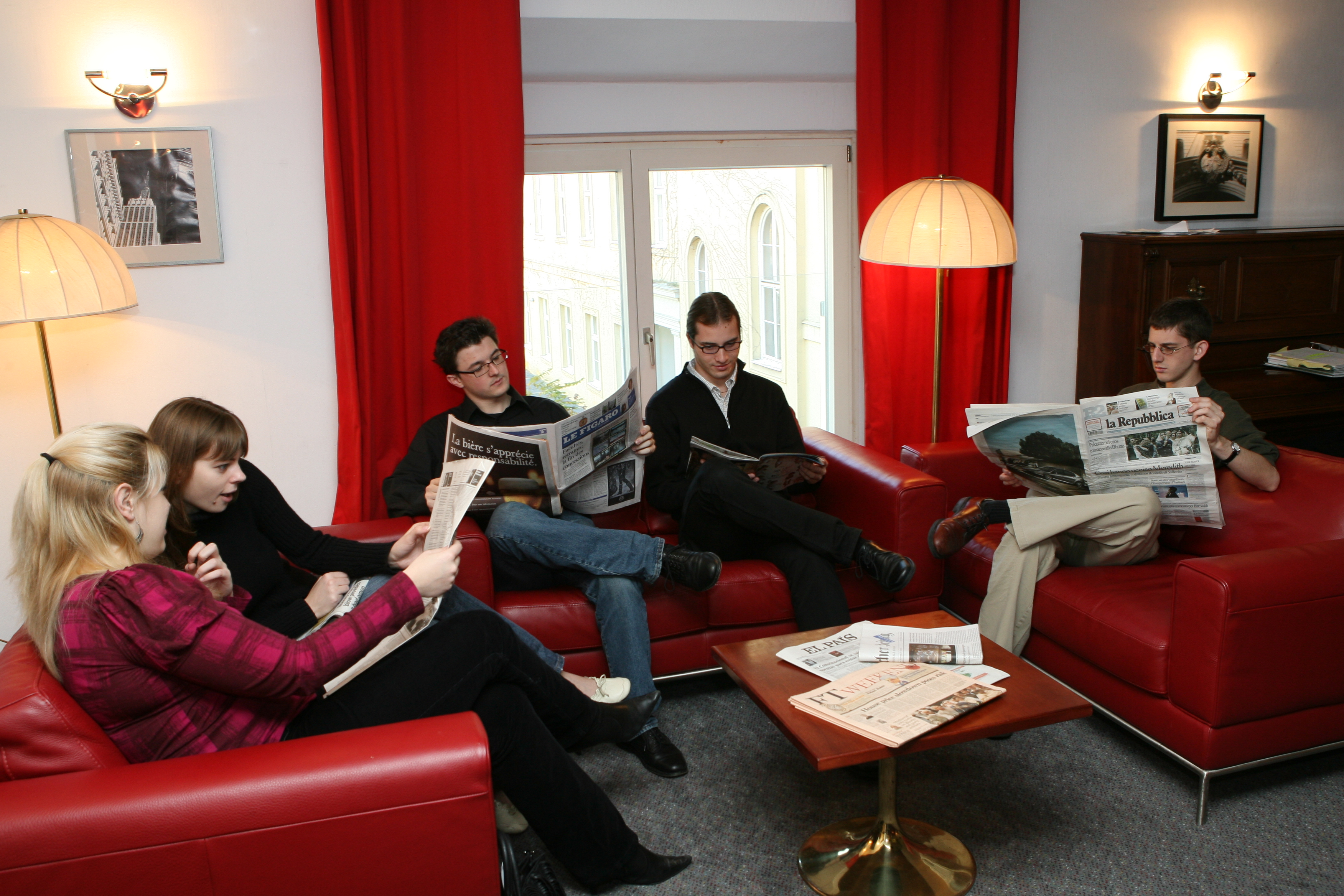
Il bar dell'Accademia

In aggiunta alla principale attività accademica di formazione professionale postlaurea, si svolgono alla DA una serie di attività collaterali, tra cui:
- Corsi estivi di tedesco
- Corsi di formazione per giovani diplomatici provenienti dalle Democrazie Emergenti
- Conferenze
- Letture tenute da personaggi ospiti dell'Accademia
- Discorsi di accoglienza delle personalità di Stato in visita

## Sedi e ubicazione

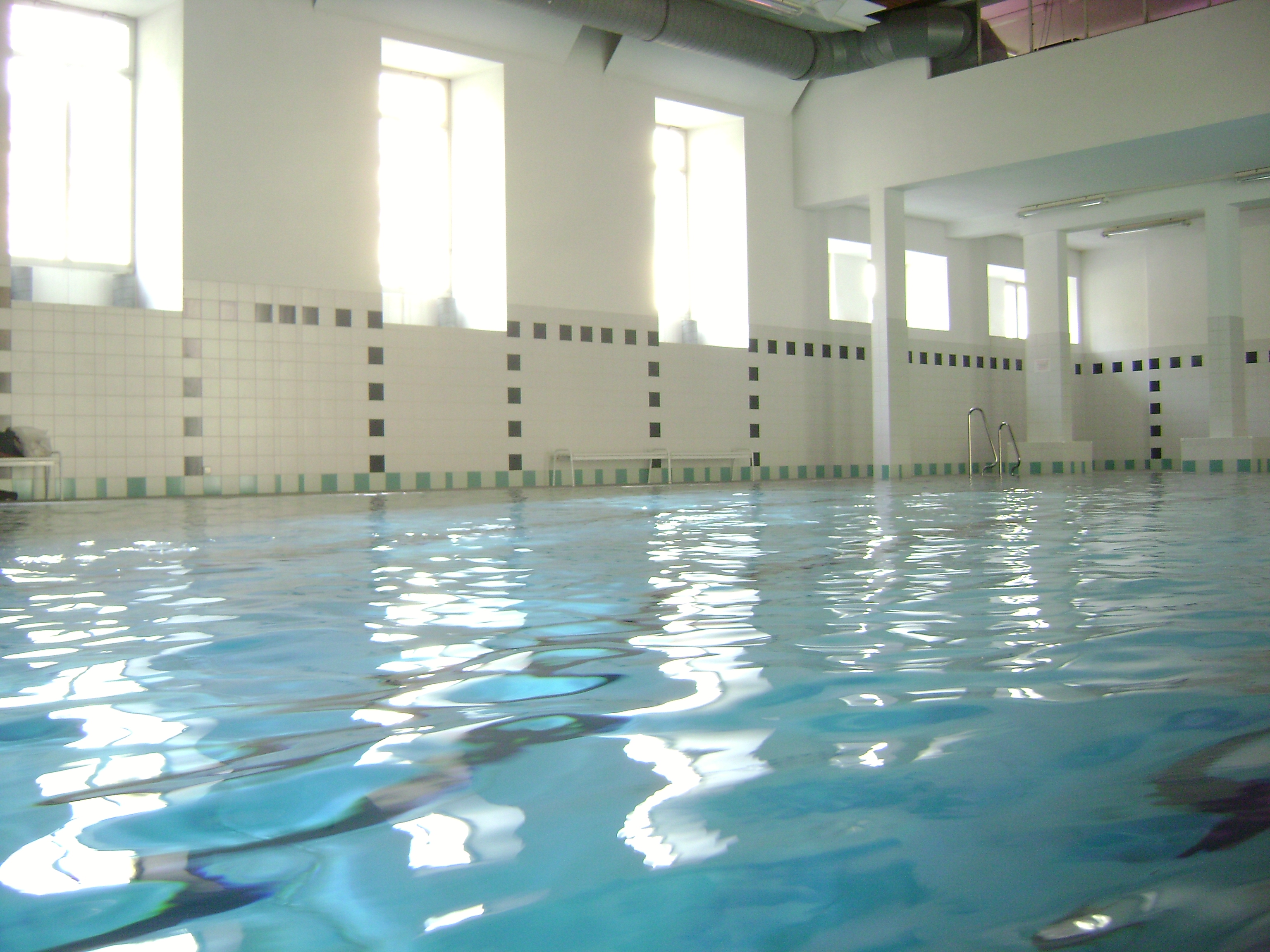
La piscina del Theresianum

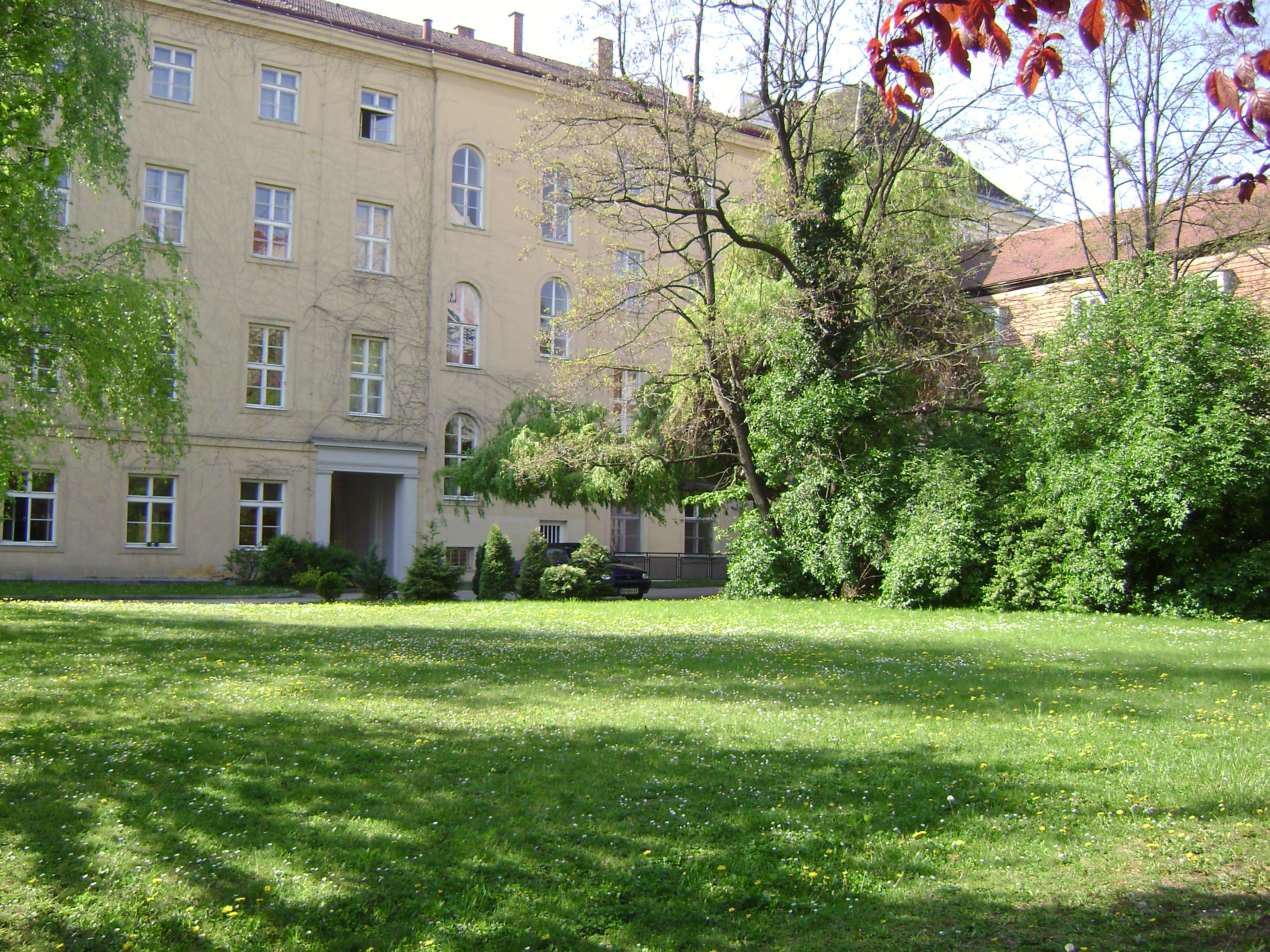
Il giardino dell'Accademia diplomatica

L'Accademia diplomatica ha sede a Vienna, Favoritenstrasse 15a, nel quarto distretto (Wieden), a circa 10 minuti a piedi dalla Wiener Staatsoper e dal primo distretto, centro storico della città. L'Accademia è facilmente raggiungibile in metropolitana in quanto si trova di fronte alla stazione Taubstummengasse– linea U1-.
L'istituzione occupa una parte degli edifici che costituivano il palazzo della Favorita fatto costruire da 
Maria Teresa d'Austria; l'altra parte dell'edificio ospita ancora oggi un'antica scuola superiore austriaca, il Theresianum.
Nell'edificio della DA è inoltre presente una grande sala-letture multi-funzionale, diverse aule per le lezioni, una sala computer, la cucina e una sala da pranzo dove vengono serviti i pasti durante la settimana, un'area bar e uno spazio ricreativo e la libreria del Ministero degli esteri. Gli studenti hanno poi accesso alla grande palestra e alla piscina del Theresianum.

### Vitto e alloggio
L'Accademia diplomatica, nel proprio Campus, mette a disposizione degli studenti la mensa e un numero limitato di stanze che occupano gli ultimi due piani dell'edificio. Sono disponibili circa 40 camere singole, con una piccola cucina e una lavanderia. In sala da pranzo vengono serviti durante la settimana colazione, pranzo e cena, di cui si può usufruire scegliendo la formula con pensione completa, mezza pensione oppure comperando i biglietti per un singolo pasto.

## Direttori
| 1754-1769 | Pater Joseph Franz                                |
| 1770-1785 | Pater Johann von Gott Nekrep                      |
| 1785-1832 | Pater Franz Höck                                  |
| 1832-1849 | Joseph Othmar von Rauscher                        |
| 1849-1852 | Max Selinger                                      |
| 1852-1861 | Philippe von Körber                               |
| 1861-1871 | Ottokar Maria Freiherr von Schlechta von Wschehrd |
| 1871-1883 | Heinrich Barb                                     |
| 1883      | Konstantin Freiherr von Trauttenberg              |
| 1883-1885 | Paul Freiherr Gautsch von Frankenthurn            |
| 1886-1904 | Michael Freiherr Pidoll von Quintenbach           |
| 1904-1933 | Anton Winter                                      |
| 1933-1941 | Friedrich Hlavac                                  |
| 1964-1967 | Ernst Florian Winter                              |
| 1967      | Robert Friedinger-Pranter                         |
| 1967-1968 | Johannes Coreth                                   |
| 1968-1975 | Arthur Breycha-Vauthier                           |
| 1975-1976 | Emanuel Treu                                      |
| 1976-1977 | Arthur Breycha-Vauthier                           |
| 1977-1978 | Johannes Coreth                                   |
| 1978-1986 | Heinrich Pfusterschmid-Hardtenstein               |
| 1986-1993 | Alfred Missong                                    |
| 1994-1999 | Paul Leifer                                       |
| 1999-2005 | Ernst Sucharipa                                   |
| 2005-2009 | Jiří Gruša                                        |
| 2009-     | Hans Winkler                                      |